# Phil Jones (voetballer, 1992)
Philip Anthony 'Phil' Jones (Preston, 21 februari 1992) is een Engels voormalig profvoetballer die doorgaans als verdediger of defensieve middenvelder speelde. 
Hij is het meest bekend van zijn tijd bij Manchester United, waar hij het grootste deel van zijn carrière doorbracht. Voordat hij bij Manchester United kwam, speelde Jones voor Blackburn Rovers op zowel jeugd- als seniorenniveau. Hoewel hij voornamelijk een centrale verdediger was, werd hij ook gebruikt als rechtsback of verdedigende middenvelder.
Jones vertegenwoordigde Engeland op verschillende niveaus. Hij kwam in 2009 uit voor het onder-19 team en debuteerde in 2010 voor het onder-21 team. Hij maakte zijn debuut voor het seniorenteam van Engeland in 2011 en vertegenwoordigde zijn land op UEFA Euro 2012 en de WK's van 2014 en 2018.

## Clubcarrière

### Blackburn Rovers
Jones stroomde in 2009 door vanuit de jeugdopleiding naar het eerste elftal van Blackburn Rovers, nadat hij zich in 2002 had aangesloten bij de club. In september 2009 tekende hij een contract voor twee seizoenen. Jones maakte zijn debuut in het betaald voetbal op 22 september in de derde ronde van de Football League Cup 2009/10 tegen Nottingham Forest (1–0 winst). Jones, de enige Engelsman in het elftal, speelde de volledige wedstrijd. De Zuid-Afrikaan Benedict McCarthy maakte na 37 minuten het enige doelpunt. Jones zat gedurende de eerste seizoenshelft van de Premier League 2009/10 uitsluitend op de reservebank of speelde bij het tweede elftal, het elftal onder 21 in de Premier Reserve League. In februari 2010 tekende hij, zonder zijn competitiedebuut gemaakt te hebben, een verbeterd contract bij Blackburn voor vijf seizoenen. Daarbij werd ook een afkoopsom bepaald van zestien miljoen pond. Jones maakte zijn debuut in de Premier League op 21 maart 2010 in de thuiswedstrijd tegen latere kampioen Chelsea FC, een maand na zijn achttiende verjaardag. Het duel eindigde in een 1–1 gelijkspel. Ook in de zes daaropvolgende competitiewedstrijden stond Jones in het basiselftal en speelde hij de volledige negentig minuten. In de laatste twee speelrondes van de Premier League 2009/10, met overwinningen op Arsenal FC (2–1) en Aston Villa, fungeerde hij als invaller, voor respectievelijk David Dunn en Gaël Givet. In zijn eerste seizoen in het betaald voetbal speelde Jones in totaal twaalf wedstrijden.
In tegenstelling tot in het seizoen 2009/10 speelde Jones in de eerste helft van het volgende seizoen voornamelijk als defensieve middenvelder, daar waar hij begin 2010 als centrale verdediger werd gepositioneerd. In het seizoen 2010/11 speelde Jones zestien van de eerste zeventien competitiewedstrijden volledig. Op 18 december 2010 scheurde hij zijn kruisband in de thuiswedstrijd tegen West Ham United – de blessure dreigde Jones de rest van het seizoen van spelen te weerhouden, maar na elf gemiste wedstrijden keerde hij eind maart 2011 terug op het veld. Hij speelde vervolgens de rest van het seizoen weer als vaste waarde in het basiselftal.

### Manchester United
De prestaties van Jones in het seizoen 2010/11 leverden hem interesse op van meerdere clubs – onder andere de Engelse topclubs Liverpool, Chelsea, Tottenham Hotspur en Arsenal waren geïnteresseerd in een transfer. Liverpool had de beste papieren om Jones vast te leggen, maar Blackburn Rovers ging op 13 juni 2011 akkoord met Manchester United, dat de 16 miljoen pond uit het contract aanhield als transferbedrag. Jones tekende een contract voor vijf seizoenen. Net als doelman David de Gea maakte hij zijn debuut voor United op 23 juli 2011 in een oefenwedstrijd in de Verenigde Staten tegen Chicago Fire (1–3 winst). Jones maakte zijn competitieve debuut voor United op 7 augustus in de derby om het FA Community Shield tegen Manchester City. Bij een 2–0 ruststand verving hij Rio Ferdinand; United boog vervolgens in de tweede helft de achterstand om in een 2–3 overwinning. Jones' ploeggenoten Chris Smalling en Nani maakten de drie doelpunten. In de Premier League speelde Jones op 14 augustus 2011 tijdens de eerste speelronde van het seizoen tegen West Bromwich Albion zijn eerste wedstrijd voor United (1–2 winst), als vervanger van de geblesseerde Ferdinand in de 75ste minuut. Jones maakte gedurende het seizoen 2011/12 deel uit van het basiselftal, met 25 basisplaatsen in 29 gespeelde competitiewedstrijden. Op 3 december 2011 maakte hij zijn eerste doelpunt in het betaald voetbal: in de uitwedstrijd tegen Aston Villa was hij de maker van het enige doelpunt van het duel (0–1 winst). Vier dagen later was hij trefzeker in het laatste groepsduel in de UEFA Champions League 2011/12 – FC Basel won echter met 2–1, waardoor United was uitgeschakeld. Op Europees niveau (Champions en Europa League) speelde Jones in zijn eerste seizoen in Manchester negen wedstrijden (één doelpunt, één assist). Hij miste gedurende het volgende seizoen veel wedstrijden door diverse blessures en kwam tot speeltijd in 24 wedstrijden in alle competities tezamen. United won in mei 2013 het landskampioenschap, na de Community Shield de tweede prijs voor Jones.
Jones kampte ook in het seizoen 2013/14 meermaals met blessureleed – zo miste hij in december en januari enkele wedstrijden door een knieblessure en in februari moest hij herstellen van een hersenschudding – en speelde in totaal 39 wedstrijden, waarin hij driemaal trefzeker was en tweemaal een assist leverde. Een van die doelpunten maakte Jones in de laatste groepswedstrijd van de UEFA Champions League tegen Sjachtar Donetsk: in de wedstrijd op 10 december was hij de maker van het enige doelpunt. Jones miste in het seizoen 2014/15 onder nieuwe trainer Louis van Gaal 16 van de 38 competitiewedstrijden door wederom verschillende blessures. Na afloop van het seizoen, op 29 juni 2015, tekende hij een nieuw contract bij Manchester United tot juni 2019 (seizoen 2018/19) met een optie tot een extra seizoen.
Jones stond op zaterdag 19 mei 2018 met Manchester United in de finale van de strijd om de FA Cup, in Wembley Stadium. Tegenstander was Chelsea. De verdediger veroorzaakte na 22 minuten een strafschop door Eden Hazard te vloeren. De Belgische aanvaller nam vervolgens vanaf de stip de enige treffer van de wedstrijd voor zijn rekening.
Vanaf eind januari 2020 was hij ruim anderhalf jaar uitgeschakeld door een slepende knieblessure.
Op 15 mei 2023 kondigde United aan dat zei het contract van Jones, na 12 jaar bij de club, niet gingen verlengen. Later dat jaar, in september, werd hij betrokken bij de trainingen van United's jeugdteams, omdat hij toen aankondigde om cursussen te gaan volgen om zijn trainersdiploma te halen.
In augustus 2024 kondigde hij aan te stoppen met voetballen en dat hij zich wilde gaan toeleggen op coaching.

## Clubstatistieken
| Seizoen         | Club              | Competitie      | Competitie | Competitie | Beker | Beker | Internationaal | Internationaal | Totaal | Totaal |
| Seizoen         | Club              | Competitie      | Wed.       | Dlp.       | Wed.  | Dlp.  | Wed.           | Dlp.           | Wed.   | Dlp.   |
| --------------- | ----------------- | --------------- | ---------- | ---------- | ----- | ----- | -------------- | -------------- | ------ | ------ |
| 2009/10         | Blackburn Rovers  | Premier League  | 9          | 0          | 3     | 0     | —              | —              | 12     | 0      |
| 2010/11         | Blackburn Rovers  | Premier League  | 26         | 0          | 2     | 0     | —              | —              | 28     | 0      |
| Club totaal     | Club totaal       | Club totaal     | 35         | 0          | 5     | 0     | 0              | 0              | 40     | 0      |
| 2011/12         | Manchester United | Premier League  | 29         | 1          | 3     | 0     | 9              | 1              | 41     | 2      |
| 2012/13         | Manchester United | Premier League  | 17         | 0          | 4     | 0     | 3              | 0              | 24     | 0      |
| 2013/14         | Manchester United | Premier League  | 26         | 1          | 5     | 1     | 8              | 1              | 39     | 3      |
| 2014/15         | Manchester United | Premier League  | 22         | 0          | 2     | 0     | —              | —              | 24     | 0      |
| 2015/16         | Manchester United | Premier League  | 10         | 0          | 1     | 0     | 2              | 0              | 13     | 0      |
| 2016/17         | Manchester United | Premier League  | 18         | 0          | 5     | 0     | 3              | 0              | 26     | 0      |
| 2017/18         | Manchester United | Premier League  | 23         | 0          | 2     | 0     | 0              | 0              | 25     | 0      |
| 2018/19         | Manchester United | Premier League  | 18         | 0          | 3     | 0     | 3              | 0              | 24     | 0      |
| 2019/20         | Manchester United | Premier League  | 2          | 0          | 3     | 0     | 3              | 0              | 8      | 1      |
| 2020/21         | Manchester United | Premier League  | 0          | 0          | 0     | 0     | 0              | 0              | 0      | 0      |
| 2021/22         | Manchester United | Premier League  | 4          | 0          | 1     | 0     | 0              | 0              | 5      | 0      |
| 2022/23         | Manchester United | Premier League  | 0          | 0          | 0     | 0     | 0              | 0              | 0      | 0      |
| Club totaal     | Club totaal       | Club totaal     | 169        | 2          | 29    | 1     | 31             | 2              | 229    | 6      |
| Carrière totaal | Carrière totaal   | Carrière totaal | 204        | 2          | 35    | 1     | 31             | 2              | 269    | 6      |

## Interlandcarrière
Jones werd door toenmalig bondscoach Fabio Capello op 5 augustus 2011 voor het eerst opgeroepen voor het Engels voetbalelftal voor een oefeninterland tegen Nederland. Door de rellen in Londen en de rest van Engeland werd de wedstrijd vier dagen later geannuleerd door de Engelse voetbalbond. In oktober riep Capello hem opnieuw op voor het nationaal elftal. Op 7 oktober maakte Jones zijn debuut in het Engels voetbalelftal in de kwalificatiewedstrijd voor het Europees kampioenschap voetbal 2012 tegen Montenegro. De interland in het Pod Goricomstadion eindigde in een 1–1 gelijkspel; Jones speelde de volledige wedstrijd, in een verdediging met Ashley Cole (Chelsea FC), Gary Cahill (Bolton Wanderers FC) en aanvoerder John Terry (Chelsea FC). Bondscoach Capello prees na afloop van de wedstrijd Jones en noemde hem talentvol. Jones werd in mei 2012 door Roy Hodgson, de nieuwe bondscoach, opgenomen in de selectie voor het Europees kampioenschap voetbal 2012 in Oekraïne en Polen als een van de zeven verdedigers. Naast Jones was Joleon Lescott de enige andere verdediger in de selectie die in staat was ook op het middenveld uit te komen. Jones speelde op 26 mei 2012 de oefeninterland tegen Noorwegen (0–1 winst) vrijwel volledig – hij werd in de 88ste minuut vervangen door debutant Martin Kelly – maar kwam in de laatste oefenwedstrijd tegen België niet in actie. Ook op het toernooi, waar Engeland de kwartfinale bereikte, kwam hij niet in actie.
Na een afwezigheid van ruim een jaar keerde Jones op 29 mei 2013 terug in het Engels elftal in de vriendschappelijke interland tegen Ierland (1–1 gelijkspel), waarin hij na rust de vervanger was van Glen Johnson. Hij speelde geen enkele wedstrijd in het kwalificatietoernooi voor het wereldkampioenschap voetbal 2014, maar werd wel opgenomen in de selectie voor het toernooi. Jones' ploeggenoten bij Manchester United Chris Smalling, Wayne Rooney en Danny Welbeck werden door Hodgson ook meegenomen naar Brazilië. Op het WK speelde Jones één wedstrijd, het afsluitende groepsduel tegen Costa Rica op 24 juni 2014 in het Mineirão. De wedstrijd eindigde in een doelpuntloos gelijkspel (0–0), waardoor de uitschakeling van Engeland in de groepsfase zeker was. In september 2014 keerde Jones terug in het Engels voetbalelftal in de met 1–0 gewonnen oefeninterland tegen Noorwegen op 3 september en de eerste wedstrijd in het kwalificatietoernooi voor het Europees kampioenschap voetbal 2016 tegen Zwitserland (0–2 winst) vijf dagen later. Jones maakte deel uit van de Engelse selectie voor het WK voetbal 2018 in Rusland, die door bondscoach Gareth Southgate op 16 mei bekend werd gemaakt.
| Interlands van Phil Jones voor Engeland | Interlands van Phil Jones voor Engeland | Interlands van Phil Jones voor Engeland | Interlands van Phil Jones voor Engeland | Interlands van Phil Jones voor Engeland | Interlands van Phil Jones voor Engeland |
| №                                       | Datum                                   | Wedstrijd                               | Uitslag                                 | Soort wedstrijd                         | Goals                                   |
| Als speler bij Manchester United FC     | Als speler bij Manchester United FC     | Als speler bij Manchester United FC     | Als speler bij Manchester United FC     | Als speler bij Manchester United FC     | Als speler bij Manchester United FC     |
| --------------------------------------- | --------------------------------------- | --------------------------------------- | --------------------------------------- | --------------------------------------- | --------------------------------------- |
| 1.                                      | 7 oktober 2011                          | Montenegro – Engeland                   | 2 – 2                                   | Kwalificatie EK 2012                    |                                         |
| 2.                                      | 12 november 2011                        | Engeland – Spanje                       | 1 – 0                                   | Vriendschappelijk                       |                                         |
| 3.                                      | 15 november 2011                        | Engeland – Zweden                       | 1 – 0                                   | Vriendschappelijk                       |                                         |
| 4.                                      | 29 februari 2012                        | Engeland – Nederland                    | 2 – 3                                   | Vriendschappelijk                       |                                         |
| 5.                                      | 26 mei 2012                             | Noorwegen – Engeland                    | 0 – 1                                   | Vriendschappelijk                       |                                         |
| 6.                                      | 29 mei 2013                             | Engeland – Ierland                      | 1 – 1                                   | Vriendschappelijk                       |                                         |
| 7.                                      | 2 juni 2013                             | Brazilië – Engeland                     | 2 – 2                                   | Vriendschappelijk                       |                                         |
| 8.                                      | 14 augustus 2013                        | Engeland – Schotland                    | 3 – 2                                   | Vriendschappelijk                       |                                         |
| 9.                                      | 15 november 2013                        | Engeland – Chili                        | 0 – 2                                   | Vriendschappelijk                       |                                         |
| 10.                                     | 4 juni 2014                             | Ecuador – Engeland                      | 2 – 2                                   | Vriendschappelijk                       |                                         |
| 11.                                     | 24 juni 2014                            | Costa Rica – Engeland                   | 0 – 0                                   | WK 2014                                 |                                         |
| 12.                                     | 3 september 2014                        | Engeland – Noorwegen                    | 1 – 0                                   | Vriendschappelijk                       |                                         |
| 13.                                     | 8 september 2014                        | Zwitserland – Engeland                  | 0 – 2                                   | Kwalificatie EK 2016                    |                                         |
| 14.                                     | 27 maart 2015                           | Engeland – Litouwen                     | 4 – 0                                   | Kwalificatie EK 2016                    |                                         |
| 15.                                     | 31 maart 2015                           | Italië – Engeland                       | 1 – 1                                   | Vriendschappelijk                       |                                         |
| 16.                                     | 7 juni 2015                             | Ierland – Engeland                      | 0 – 0                                   | Vriendschappelijk                       |                                         |
| 17.                                     | 14 juni 2015                            | Slovenië – Engeland                     | 2 – 3                                   | Kwalificatie EK 2016                    |                                         |
| 18.                                     | 12 oktober 2015                         | Litouwen – Engeland                     | 0 – 3                                   | Kwalificatie EK 2016                    |                                         |
| 19.                                     | 13 november 2015                        | Spanje – Engeland                       | 2 – 0                                   | Vriendschappelijk                       |                                         |
| 20.                                     | 17 november 2015                        | Engeland – Frankrijk                    | 2 – 0                                   | Vriendschappelijk                       |                                         |

## Erelijst
| UEFA Europa League  | 1x | 2016/17          |
| Premier League      | 1x | 2012/13          |
| FA Cup              | 1x | 2015/16          |
| EFL Cup             | 2x | 2016/17, 2022/23 |
| FA Community Shield | 3x | 2011, 2013, 2016 |